# گویش دروازی
گویش دروازی، یکی از گویش‌های زبان فارسی است که در شهرستان‌های سنگوار، درواز و ونج تاجیکستان و شهرستان‌های خواهان، کوف‌آب، شکی، نسی و مایمی افغانستان در دو کناره رود پنج رایج است. کمابیش ۷۰ هزار تن بدین گویش سخن می‌گویند.